# Cristian Efros
Cristian Efros (n. 6 ianuarie 1992, Chișinău) este un antrenor de fotbal și fost fotbalist din Republica Moldova. În prezent este antrenor principal al clubului Speranța Nisporeni din Divizia Națională.
Este fiul lui Petru Efros, antrenor de fotbal și fost fotbalist și el.
Ca fotbalist, Cristian Efros a jucat la echipe ca Beșiktaș Chișinău, FC Costuleni, Dacia-2 Goliador, Rapid Ghidighici, FC Snagov, AC Siena, Iraklis Salonic U-20 și Speranța Nisporeni.
Cu Rapid Ghidighici și FC Costuleni a jucat în Divizia Națională, un total de 10 meciuri.

## Cariera
Poreclit „Efrosinho”, Cristian Efros a început să practice fotbalul în 1997, la vârsta de cinci ani, la clubul Agro Chișinău. La 8 ani se transferă la grupa de copii de la Zimbru Chișinău. Peste doi ani, în 2002, Efros trece la CSCT Buicani Chișinău, formație cu care în sezonul 2004-2005 a câștigat campionatul de juniori al Republicii Moldova, fiind căpitanul echipei. În 2006 s-a transferat la Dacia-2 Goliador Chișinău, club cu care a evoluat în Divizia „A”, liga a doua din Republica Moldova. În sezonul următor a trecut la altă formație din aceeași divizie, Beșiktaș Chișinău. În iunie 2009 Efros a semnat un contract cu clubul Iraklis Salonic din Grecia, însă a evoluat doar pentru echipa de tineret a clubului. În octombrie 2011 Cristian Efros a debutat cu o victorie în Liga a II-a din România, la echipa FC Snagov, scor 3-0 contra celor de la Victoria Brănești.
Și-a încheiat cariera de fotbalist prematur în vara anului 2014, la vârsta de 22 de ani, după ce a suferit mai multe accidentări. Tot atunci a devenit antrenorul formației Speranța Nisporeni, care pe atunci evolua în Divizia „A”, devenind cel mai tânăr antrenor din Moldova. La finele sezonului 2014-2015, echipa antrenată de el s-a clasat pe locul 3 în Divizia „A” și a promovat în Divizia Națională.

## Palmares
- 2004-2005 - campion al Republicii Moldova printre juniori, fiind și căpitanul echipei CSCT Buicani Chiținău
- 2007 - la vârsta de 15 ani este autorul primului gol din istoria clubului FC Beșiktaș Chișinău, pe care l-a înscris direct din corner în minutul 49 al meciului din etapa 1 a Diviziei A (4 august 2007).[7]